# Canada Masters 2008 - Qualificazioni singolare maschile
Le qualificazioni del singolare maschile del Canada Masters 2008 sono state un torneo di tennis preliminare per accedere alla fase finale della manifestazione. I vincitori dell'ultimo turno sono entrati di diritto nel tabellone principale. In caso di ritiro di uno o più giocatori aventi diritto a questi sono subentrati i lucky loser, ossia i giocatori che hanno perso nell'ultimo turno ma che avevano una classifica più alta rispetto agli altri partecipanti che avevano comunque perso nel turno finale.
Le qualificazioni del torneo Canada Masters  2008 prevedevano 28 partecipanti di cui 7 sono entrati nel tabellone principale.

## Teste di serie
1. Thomas Johansson (ultimo turno)
2. Arnaud Clément (Qualificato)
3. Assente
4. Lu Yen-hsun (primo turno)
5. Donald Young (Qualificato)
6. Wayne Odesnik (primo turno)
7. Benjamin Becker (ultimo turno)

1. Alejandro Falla (ultimo turno)
2. Jesse Levine (Qualificato)
3. Gō Soeda (ultimo turno)
4. Andrej Golubev (Qualificato)
5. Jonas Björkman (Qualificato)
6. Aleksandr Kudrjavcev (Qualificato)
7. Lukáš Dlouhý (Qualificato)

## Qualificati
1. Jonas Björkman
2. Arnaud Clément
3. Lukáš Dlouhý
4. Andrej Golubev

1. Donald Young
2. Aleksandr Kudrjavcev
3. Jesse Levine

## Tabellone

### Legenda
| - Q = Qualificato - WC = Wild card - LL = Lucky loser | - ALT = Alternate - SE = Special Exempt - PR = Protected Ranking | - w/o = Walkover - r = Ritirato - d = Squalificato |

### Sezione 1
|  | Primo turno | Primo turno      | Primo turno    | Primo turno | Primo turno |  |  | Ultimo turno | Ultimo turno     | Ultimo turno     | Ultimo turno | Ultimo turno |  |
|  |             |                  |                |             |             |  |  |              |                  |                  |              |              |  |
|  | 1           | Thomas Johansson | 64             | 7           | 6           |  |  |              |                  |                  |              |              |  |
|  |             | Philip Bester    | 7              | 6(1)        | 2           |  |  | 1            | Thomas Johansson | Thomas Johansson | 3            | 4            |  |
|  | 12          | Jonas Björkman   | Jonas Björkman | 6           | 6           |  |  | 12           | Jonas Björkman   | Jonas Björkman   | 6            | 6            |  |
|  |             | Gary Lugassy     | Gary Lugassy   | 3           | 4           |  |  |              |                  |                  |              |              |  |

### Sezione 2
|  | Primo turno | Primo turno     | Primo turno     | Primo turno | Primo turno |  |  | Ultimo turno | Ultimo turno    | Ultimo turno | Ultimo turno | Ultimo turno |  |
|  |             |                 |                 |             |             |  |  |              |                 |              |              |              |  |
|  | 2           | Arnaud Clément  | Arnaud Clément  | 6           | 6           |  |  |              |                 |              |              |              |  |
|  |             | Illja Marčenko  | Illja Marčenko  | 4           | 0           |  |  | 2            | Arnaud Clément  | 5            | 6            | 6            |  |
|  | 8           | Alejandro Falla | Alejandro Falla | 6           | 7           |  |  | 8            | Alejandro Falla | 7            | 3            | 2            |  |
|  |             | Milan Pokrajac  | Milan Pokrajac  | 4           | 5           |  |  |              |                 |              |              |              |  |

### Sezione 3
|  | Primo turno    | Primo turno    | Primo turno    | Primo turno | Primo turno |  |  | Ultimo turno | Ultimo turno   | Ultimo turno   | Ultimo turno | Ultimo turno |  |
|  |                |                |                |             |             |  |  |              |                |                |              |              |  |
|  | Farruch Dustov | Farruch Dustov | Farruch Dustov | 6           | 6           |  |  |              |                |                |              |              |  |
|  | Marco Gualdi   | Marco Gualdi   | Marco Gualdi   | 0           | 4           |  |  |              | Farruch Dustov | Farruch Dustov | 3            | 2            |  |
|  | 14             | Lukáš Dlouhý   | 6              | 1           | 7           |  |  | 14           | Lukáš Dlouhý   | Lukáš Dlouhý   | 6            | 6            |  |
|  |                | George Bastl   | 2              | 6           | 5           |  |  |              |                |                |              |              |  |

### Sezione 4
|  | Primo turno | Primo turno    | Primo turno    | Primo turno | Primo turno |  |  | Ultimo turno | Ultimo turno   | Ultimo turno | Ultimo turno | Ultimo turno |  |
|  |             |                |                |             |             |  |  |              |                |              |              |              |  |
|  |             | Rohan Bopanna  | Rohan Bopanna  | 6           | 6           |  |  |              |                |              |              |              |  |
|  | 4           | Lu Yen-hsun    | Lu Yen-hsun    | 4           | 4           |  |  |              | Rohan Bopanna  | 65           | 7            | 4            |  |
|  | 11          | Andrej Golubev | Andrej Golubev | 6           | 6           |  |  | 11           | Andrej Golubev | 7            | 6(0)         | 6            |  |
|  |             | Phillip King   | Phillip King   | 4           | 4           |  |  |              |                |              |              |              |  |

### Sezione 5
|  | Primo turno | Primo turno    | Primo turno    | Primo turno | Primo turno |  |  | Ultimo turno | Ultimo turno | Ultimo turno | Ultimo turno | Ultimo turno |  |
|  |             |                |                |             |             |  |  |              |              |              |              |              |  |
|  | 5           | Donald Young   | Donald Young   | 6           | 6           |  |  |              |              |              |              |              |  |
|  |             | Vasek Pospisil | Vasek Pospisil | 1           | 2           |  |  | 5            | Donald Young | Donald Young | 6            | 6            |  |
|  | 10          | Gō Soeda       | Gō Soeda       | 6           | 6           |  |  | 10           | Gō Soeda     | Gō Soeda     | 3            | 2            |  |
|  |             | Tatsuma Itō    | Tatsuma Itō    | 4           | 4           |  |  |              |              |              |              |              |  |

### Sezione 6
|  | Primo turno | Primo turno          | Primo turno          | Primo turno   | Primo turno |  |  | Ultimo turno | Ultimo turno         | Ultimo turno         | Ultimo turno | Ultimo turno |  |
|  |             |                      |                      |               |             |  |  |              |                      |                      |              |              |  |
|  |             | Ti Chen              | Ti Chen              | Ti Chen       | W-O         |  |  |              |                      |                      |              |              |  |
|  | 6           | Wayne Odesnik        | Wayne Odesnik        | Wayne Odesnik |             |  |  |              | Ti Chen              | Ti Chen              | 5            | 64           |  |
|  | 13          | Aleksandr Kudrjavcev | Aleksandr Kudrjavcev | 6             | 6           |  |  | 13           | Aleksandr Kudrjavcev | Aleksandr Kudrjavcev | 7            | 7            |  |
|  |             | Milos Raonic         | Milos Raonic         | 3             | 4           |  |  |              |                      |                      |              |              |  |

### Sezione 7
|  | Primo turno | Primo turno     | Primo turno     | Primo turno | Primo turno |  |  | Ultimo turno | Ultimo turno    | Ultimo turno | Ultimo turno | Ultimo turno |  |
|  |             |                 |                 |             |             |  |  |              |                 |              |              |              |  |
|  | 7           | Benjamin Becker | Benjamin Becker | 6           | 6           |  |  |              |                 |              |              |              |  |
|  |             | Devin Britton   | Devin Britton   | 1           | 1           |  |  | 7            | Benjamin Becker | 3            | 6            | 6            |  |
|  | 9           | Jesse Levine    | 6               | 62          | 5           |  |  | 9            | Jesse Levine    | 6            | 3            | 7            |  |
|  |             | Jun Woong-sun   | 1               | 7           | 3r          |  |  |              |                 |              |              |              |  |